# Brandend braambos

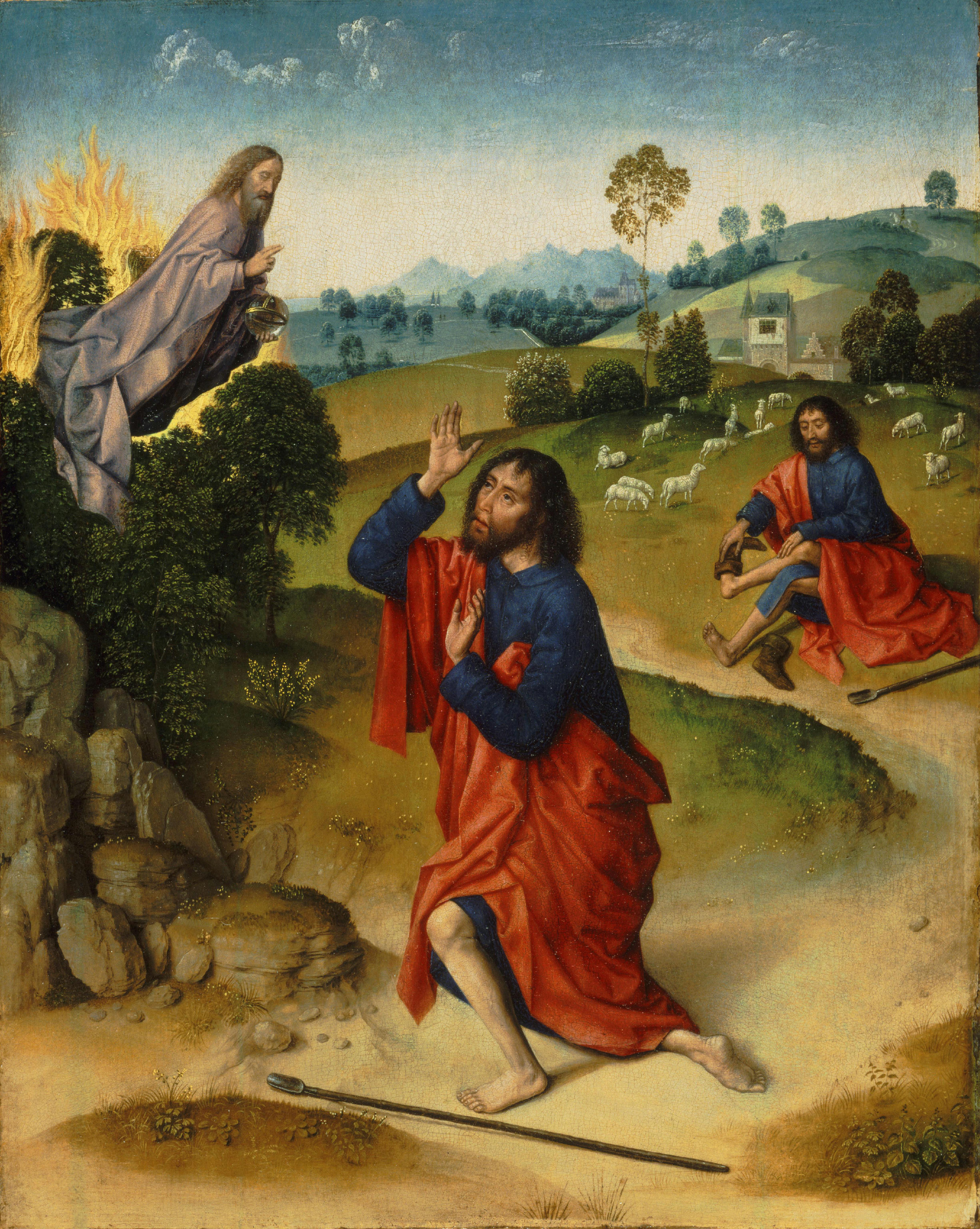
Mozes luistert naar God, die spreekt vanuit de brandende braamstruik, c. 1465, toegeschreven aan Dirk Bouts

Het brandend braambos is een verhaal uit de Bijbel en komt voor in Exodus 3, waar Mozes een ontmoeting heeft met God. Het bijzondere van het braambos is dat het wel in brand staat, maar niet verteerd wordt.
Het is onduidelijk om wat voor soort plant het ging. De meest gangbare, maar onwaarschijnlijke verklaring is, dat het zou gaan om de braam. Vermoedelijk wordt echter een met een braam vergelijkbare, doornige struik bedoeld, zoals een acacia.
Op de locatie waar het brandend braambos zou hebben gestaan, is in 337 n.Chr. een kapel gebouwd. Tegenwoordig staat hier het 6e-eeuwse Katharinaklooster. Bij de Kapel van het Brandende Braambos staat een struik die volgende de legende afstamt van het braambos.

## Gebruik van het woord
Het woord 'braambos' komt voor in drie opeenvolgende verzen in Exodus 3, namelijk in vers 2, 3 en 4: drie keer in vers 2 en daarna nog één keer in vers 3 en één keer in vers 4. Daarnaast komt het in de Tenach nog één keer voor, namelijk in Deuteronomium 33: 16, waar gesproken wordt van 'de goedgunstigheid van Hem, Die in het braambos woonde'.

## Symboliek
In de Middeleeuwen werd het verhaal als voorafbeelding gezien van de maagdelijkheid van Maria: zoals het vuur de struik niet verteerde, werd Maria’s maagdelijkheid niet aangetast door haar zwangerschap en moederschap. Bovendien zijn er uitleggers die menen dat het braambos niet daadwerkelijk in brand stond, maar een schittering van de zon zou kunnen zijn. Een afbeelding van de brandende braamstruik wordt met de woorden ‘En toch niet verteerd’ getoond in het zegel van de Christelijke Gereformeerde Kerken. Ook de Kerk van Schotland heeft deze verwijzing in haar logo.

## Spreekwoordelijk
Het brandende braambos wordt in literair taalgebruik wel gebruikt als metafoor voor iets mysterieus waar men vol eerbied bij zwijgt. In plaats van 'braambos' wordt dan ook wel het modernere 'braamstruik' gebruikt.
Toch geeft het lezen van dat gedicht precies de sensatie die ik bedoel: men staat voor het brandende braambos en ontschoeit zijn voeten.
Mijn houding suggereerde, dat ik naar hem opzag, mond open in verbijsterde bewondering als Mozes voor de brandende braamstruik.

Je kijkt ze recht aan. Je kijkt ze aan alsof je ze wilt hypnotiseren. Alsof je een brandende bramenstruik ziet. Zo doe je dat.

## Vertaling
'Braambos' is net als bijvoorbeeld het woord 'kribbe', dat voerbak betekent, een woord dat een bepaalde gevoelswaarde voor Bijbellezers heeft. In 2004 werd het zowel in de Nieuwe Bijbelvertaling (NBV) als in de Herziene Statenvertaling (HSV) vervangen door 'doornstruik'. De NBV gebruikte dat woord één keer in Exodus 3: 2 en gebruikte in de verzen daarna het woord 'struik', de HSV liet de herhaling staan. Het verschil in keuze wordt ingegeven door het feit dat de NBV goed leesbaar Nederlands wil bieden en de HSV dicht bij de brontekst wil blijven, en daarom zo veel mogelijk concordant vertaalt.
In de NBG-vertaling, de Groot Nieuws Bijbel, Het Boek en de BasisBijbel is het woord 'braambos' vervangen door 'braamstruik'. De Willibrordvertaling en de Bijbel in Gewone Taal maakten dezelfde keuze als de NBV en de HSV. De Naardense Bijbel gebruikt als enige het woord 'Sinaï-doorn'.